# Harald Skogsberg
Arvid Harald Skogsberg, född 24 oktober 1889 i Karlstads stadsförsamling, död 28 maj 1980 i Mölnlycke i Råda församling, var en svensk teckningslärare, målare och tecknare.
Han var son till orgelbyggaren Lars Nilsson och Betty Skogsberg och från 1924 gift med Kjerstin Ida Charlotta Yllner samt far till Per Skogsberg och Lisa Skogsberg. Han studerade vid Högre konstindustriella skolan i Stockholm och under studieresor till bland annat Tyskland, Italien, Spanien och Frankrike. Han var anställd som teckningslärare vid Slöjdföreningens skola 1915–1924 och 1930–1942 samt vid Hvitfeldtska läroverket i Göteborg. Under 1920-talet utformade han Palladiumkoncernens filmaffischer och flera av hans humoristiska genrebilder utgavs som vykort. Hans konst består av genrebilder utförda i akvarell eller gouache samt exlibris. Som illustratör har han illustrerat läroböcker i engelska.